# 斎藤ネコ
斎藤 ネコ（さいとう ネコ、1959年5月29日 - ）は、日本のヴァイオリニスト、作曲家、編曲家。
『斎藤ネコカルテット』リーダー。東京都渋谷区出身。本名：斎藤毅（さいとう たけし）。

## 人物
数多くのCM音楽、歌手の作曲、編曲、アルバムプロデュースを手がけクラシックからハードロックまで幅広く網羅。「斎藤ネコカルテット」のリーダーとして、精力的にライブ活動もしている。日本作編曲家協会元理事、日本音楽著作権協会正会員。

## 来歴
1962年
3歳よりヴァイオリンを始め、外山滋、篠崎弘嗣等に師事する。
1966年
NHK教育「バイオリンのおけいこ」に出演。
1975年
東京芸術大学音楽学部附属音楽高等学校に進学する。
1978年
東京芸術大学音楽学部作曲科に入学。南弘明、北村昭に師事して作曲を学ぶ。在学中に弦楽合奏団『PIVOT』を主宰・指揮し演奏会を行う。
ヤマハ音楽振興会「ヤマハポピュラーソングコンテスト」の編曲を手懸ける一方、アマチュアバンドの指導も行う。
1979年
ジャズピアノを学ぶためにジャズピアニストの市川秀男を訪ねるが、意図せずアシスタント業務に数年間携わることとなる。数々のレコーディングを経験。アレンジ・指揮・ディレクションを学習、市川から徳山陽を紹介され、目的を果たす。在学中からの活動がそのまま仕事へつながり、卒業後も作曲・編曲、ヴァイオリニスト、キーボーディスト、音楽プロデューサーとして多方面で活動する。
1983年
ギタリストの大津真（Giulietta Machine）、ボーカルの伊藤ひとみらで結成された音楽ユニット『Sunset Kids』のメンバーとして活動を始める。同時に、板倉文が率いる音楽ユニット『Killing Time』にも加入する。
1984年
東京芸術大学卒業以降、ロックからクラシックまで幅広い分野で、演奏のみにとどまらず作・編曲、プロデュース活動を開始。南こうせつ、小林明子等のコンサートツアーにバックバンドとして2年半ほど参加。ゴンチチのアルバムレコーディングで集めた弦楽四重奏をきっかけとして、斎藤ネコカルテットを結成する。
1987年
オン・アソシエイツ音楽出版にて、数々のCM音楽の作曲・編曲を手掛ける。これらの作品は『斎藤ネコCM作曲集』としてまとめられている。1980年代はCM音楽の仕事を主としていたが、バブル経済終了の頃から1990年代は歌手のプロデュース活動・編曲に軸足を移す。
2000年
「斎藤ネコレーベル」を発足。
2009年
NHK教育『おかあさんといっしょ』の人形劇「モノランモノラン」の音楽を担当、番組のオープニングテーマ「星空のメリーゴーラウンド」（作詞：井出隆夫）も手掛ける。「モノランモノラン」は2年で終了したが、2011年から始まった後継作品「ポコポッテイト」でも続投・番組が終了する2016年3月までの7年間携わる。

## 斎藤ネコカルテット
1984年
ゴンチチのオリジナル・アルバム『脇役であるとも知らずに』での弦楽四重奏のレコーディングがきっかけで、斎藤ネコ（1st.Violin）、グレート栄田（2nd.Violin）、山田雄司（Viola）、溝口肇（Cello）の4名で結成した。
1986年
溝口がソロ活動多忙のため脱退。残りのメンバーの意見一致により、後継のチェリストは、NHK交響楽団のメンバー（チェロ首席）で、「モルゴーア・クァルテット」「ラ・クァルティーナ」のメンバーとしても活動し、Killing Timeや橋本一子のレコーディングで実績を持つ藤森亮一に決まった。
1990年
初のオリジナル・アルバム『FRIENDLY GAMES』を発表。以降、散発的にアルバムを発表。聖飢魔IIの「OVERTURE 〜BAD AGAIN〜」などの演奏にも参加している。吉祥寺MANDALA-2、渋谷MANDALA、下北沢Lady Janeなどのライブハウスを拠点とし、定期的にライブ活動を行っている。

## つながりの深いアーティスト

### 谷山浩子
数多くのオリジナル・アルバムにおいて、編曲、ヴァイオリニストとして参加。
毎年開催される弾き語りコンサート『猫森集会』（2001年までは『101人コンサートスペシャル』）のオールリクエストのプログラムでは、キーボードの石井AQを含めた3名だけで演奏を行っている。演奏に緊迫感があり、人気が高い。プログラムのテーマ曲は「月見て跳ねる」。
親交が深く、斎藤に子供が誕生した際には、谷山が自身のホームページ上の日記に「ネコさんの子供だから『斎藤ネコ子』と命名したが却下された」と記している。
2017年4月29日、45周年を記念して東京国際フォーラムで開催された『谷山浩子コンサート〜デビュー45周年大収穫祭〜』に斎藤ネコカルテットとして出演。

### 椎名林檎
1stアルバム『無罪モラトリアム』のレコーディングでヴァイオリニストとして参加以降、編曲、ヴァイオリニストとして楽曲制作に参加。2007年に発売されたアルバム『平成風俗』は椎名との共同名義（「椎名林檎×斎藤ネコ」）で発表し、全曲の編曲・指揮を担当。「迷彩」「この世の限り」などのミュージック・ビデオにも出演している。
1999年、ライジング・サン・ロックフェスティバルのステージにおいて斎藤のヴァイオリンと椎名のピアノ弾き語りで共演した。以降、東京事変を含め、彼女のライブに数多く参加している。
2003年、テレビ朝日系報道番組『ニュースステーション』とTBS系報道番組『筑紫哲也 NEWS23』に椎名が出演した際、編曲と伴奏を務める。
2007年、NHK総合で放送されたアルバム『平成風俗』の楽曲を演奏する特別番組『椎名林檎 お宝ショウ＠NHK』でビッグバンドを指揮。
2008年、椎名林檎デビュー10周年記念ライブ『椎名林檎(生)林檎博'08 〜10周年記念祭〜』で編曲とオーケストラの指揮を担当。
2013年、椎名林檎デビュー15周年記念コンサート「椎名林檎 十五周年 党大会 平成二十五年神山町大会」に斎藤ネコカルテットとして出演。
2014年、椎名林檎のアリーナ・ツアー「椎名林檎 林檎博'14 －年女の逆襲－」で編曲とオーケストラの指揮とヴァイオリンの演奏を担当。
2017年、椎名林檎が銀座の商業施設「GINZA SIX」のために書き下ろしたテーマ曲「目抜き通り」の編曲とレコーディングのバンド・管弦奏者の指揮を担当し、スペシャルムービーにも出演。

## ディスコグラフィー

### シングル
|                                    | 発売日                             | タイトル                           | 規格                               | 規格品番                           | 収録曲                             | 備考                               |
| 『椎名林檎×斎藤ネコ+椎名純平』名義 | 『椎名林檎×斎藤ネコ+椎名純平』名義 | 『椎名林檎×斎藤ネコ+椎名純平』名義 | 『椎名林檎×斎藤ネコ+椎名純平』名義 | 『椎名林檎×斎藤ネコ+椎名純平』名義 | 『椎名林檎×斎藤ネコ+椎名純平』名義 | 『椎名林檎×斎藤ネコ+椎名純平』名義 |
| ---------------------------------- | ---------------------------------- | ---------------------------------- | ---------------------------------- | ---------------------------------- | ---------------------------------- | ---------------------------------- |
|                                    | 2007年1月17日                      | 「この世の限り」                   | CD                                 | TOCT-40084                         |                                    |                                    |

## 主な仕事

### 作曲
- 合唱曲「ピアノの音」
- 「おかあさんといっしょ」番組内使用曲

- 「モノランモノラン」番組内使用曲
- 「ポコポッテイト」番組内使用曲

### 編曲
- 相曽晴日
- 青山テルマ
- 明石家さんま&所ジョージ
- 秋元順子&宮本笑里
- 石川さゆり
- 泉谷しげる
- イッセー尾形
- 岩男潤子
- 岩崎宏美
- 宇多田ヒカル
- 有頂天
- ウルフルズ
- X（X-JAPAN）
  - hide
- エレファントカシマシ
- 王様
- 大沢誉志幸
- 太田裕美
- 小椋佳&コブクロ
- 押尾コータロー
- かしぶち哲郎
- 片桐麻美
- 上條恒彦
- 辛島美登里
- 菊地成孔
  - 菊地成孔, 南博
- 吉川晃司
- KinKi Kids
- クミコ
- 栗山千明
- GLAY
- 桑田佳祐
- キャラメルボックス
- GO-BANG'S
- 小林明子
- 坂本真綾
- 佐良直美
- ZABADAK
- 椎名へきる
- 椎名林檎
  - 椎名林檎×斎藤ネコ＋椎名純平
  - SOIL&"PIMP"SESSIONSと椎名林檎
  - 東京事変
- SION
- 新沢としひこ/工藤直子&新沢としひこ/新沢としひこ&のらねこ合奏団
- スーパーカー
- スガシカオ
- 鈴木愛理
- 鈴木康博
- スリー・グレイセス
- 聖飢魔II
- SEKAI NO OWARI
- ZONE
- SOPHIA
- 滝沢秀明
- tacica
- 谷山浩子
- たむらぱん
- チョー・ヨンピル
- 土屋昌巳
- 鶴久政治
- つるの剛士
- 寺尾聰
- 東儀秀樹
- 仲井戸麗市
- 中西圭三
- 夏川りみ
- NOKKO/REBECCA
- 浜崎あゆみ
- BEGIN
- ひばり児童合唱団
  - 茂森あゆみ&ひばり児童合唱団
- THE BOOM
- 福山雅治&吉川忠英
- 藤原ヒロシ
- 布施明
- BLANKEY JET CITY
- BLUE HEARTS
- ポール・アンカ
- BO GUMBOS
- 堀内孝雄
- 本田美奈子
- 真心ブラザーズ
- 真琴つばさ
- 松浦亜弥
- マリーン
- 南こうせつ
- 森進一
- 森山良子
- 矢野沙織
- YOU
- YUKI
- 由紀さおり
  - 由紀さおり・安田祥子
- Rie fu
- 渡辺謙

### プロデュース
- 相曽晴日「月の子供」「しあわせになろう」
- 岩男潤子『18番街の奇跡』
- 工藤直子「あいたくて」（詩・工藤直子 歌・新沢としひこ）
- 新沢としひこ「わたしへの手紙」「いつもそばに君がいた」「空をめざして」
- ひばり児童合唱団「ディズニー・セイントフルコーラス」
- 矢野沙織「GLOOMY SUNDAY Tribute To Billie Holiday」
- 吉川忠英 『音の手紙』

### 劇伴・CM音楽など

#### テレビドラマ
- 関西テレビ系『イマジン』（2001年1月11日 - 2001年3月21日）
- NHK『ABUアジア子どもドラマシリーズ』 第8回 2012 「ヒカルの掃除」（2012年8月1日）

#### テレビアニメ
- テレビ東京系『水色時代』（1996年4月4日 - 1997年2月27日）[注 4]

#### テレビ番組
- NHK教育『おかあさんといっしょ』（2009年3月30日 - 2016年3月31日）
  - 『モノランモノラン』（2009年3月30日 - 2011年3月26日）
  - 『ポコポッテイト』（2011年3月28日 - 2016年3月31日）
- NHK総合『シブヤらいぶ館』（2006年4月 - 2007年3月）
- NHK教育『ポッツィー（POZZIE）』（2009年3月30日 - 2016年3月31日）[注 5]

#### 舞台
- ミュージカル『TREASURE』
- 『城-Das Schloss-』（2005年1月14日〜30日、東京・新国立劇場）
- 『審判-Der Proceß-』（2007年11月15日〜12月8日、東京・シアタートラム）
- 『犯さん哉』（2007年10月6日〜10月28日、パルコ劇場）
- 『お勢、断行』（2022年5月11日～5月24日 世田谷パブリックシアター／5月28日〜6月19日 兵庫、愛知、長野、福岡、島根）[11]

#### テレビCM
- 旭化成
- 朝日生命保険
- 味の素
- 井村屋
- エーザイ
- エスビー食品
- NTT
- 大阪ガス
- 岡三証券
- OPEL
- カネボウ
- キッコーマン
- Canon
- 京セラ
- キリンビール
- 月桂冠
- 神戸製鋼
- コーセー
- SANKYO
- サンスター
- サントリー
- JRA
- JR東日本
- JCB
- JT
- シオノギ
- 資生堂
- シティバンク
- SHARP
- JAL
- 住友VISAカード
- SEIKO
- 西武・西友
- SEGA
- 積水ハウス
- 千趣会
- SONY
- ソニー生命保険
- ダイナースクラブ
- 武田薬品
- チオビタドリンク（大鵬薬品）
- ツムラ
- TDK
- 東海銀行
- 東急ハンズ
- 東京ガス
- 東京電力
- 東芝
- TOYOTA
- トリンプ
- ニチバン
- NISSAN
- 日清食品
- 日本マクドナルド
- NEC
- ハウス食品
- パナソニック
- PARCO
- P&G
- BMW
- フォルクスワーゲン
- 富士通
- フジッコ
- 富士フイルム
- ブリヂストン
- ベープ（フマキラー）
- POLA
- マックスファクター
- マツダ
- 丸美屋
- ミサワホーム
- ミズノ
- 三井生命保険
- 三井不動産
- 三菱電機
- 明星食品
- 明治
- 明電舎
- メガネスーパー
- メンソレータム
- UCC
- ユニチャーム
- ライオン
- ローソン

### レコーディング、ライブ
- 押尾コータロー - アルバム『You & Me』のトラック3「君がくれた時間」
- KERA
- 崎谷健次郎 - シングル「HEAVENLY SKY」
- 椎名林檎、東京事変
- 谷山浩子
- 南壽あさ子 - アルバム『Landscape』のトラック5「あの人を待つ」
- ものんくる - アルバム『世界はここにしかないって上手に言って』
- RADWIMPS - アルバム『絶体絶命』のトラック12「携帯電話〜cat ver.〜」の効果ヴァイオリン

## 出演

### ミュージック・ビデオ
- 椎名林檎「迷彩」（2003年）
- 椎名林檎×斎藤ネコ＋椎名純平「この世の限り」（2007年）

### CM
- GINZA SIX スペシャルムービー（2017年）

### 映画
- ノーライフキング（1989年）

### 舞台
- 谷山浩子の幻想図書館 Vol.3 ～アタゴオルは猫の森（2005年）